# Mamoudou Meïté
Pour les articles homonymes, voir Meité.
Pas d'image ? Cliquez ici

a Compétitions nationales et continentales officielles uniquement.

b Matchs officiels uniquement.
Dernière mise à jour le 3 juillet 2025.
Mamoudou Meïté, né le 16 novembre 2002, est un joueur français de rugby à XV évoluant au poste de talonneur.

## Biographie
Mamoudou Meïté commence la pratique du rugby à XV à l'âge de dix ans au collège Jean-Jaurès de Pantin avant de rejoindre le Rugby olympique de Pantin, le club de la ville. En 2016, il rejoint les espoirs de l'AC Bobigny 93. Puis, l'année suivante, il entre au centre de formation du Stade français Paris.
Durant la saison 2021 du Supersevens, il participe à l'étape de La Rochelle avec l'équipe de rugby à sept du Stade français Paris.
Début février 2022, il est partenaire d'entraînement du XV de France en plein Tournoi des Six Nations pour préparer le match face à l'Irlande. Le 25 février, il participe à la troisième journée du Tournoi des Six Nations des moins de 20 ans avec l'équipe de France face à l'Écosse à l'Edinburgh Rugby Stadium (victoire française 30 à 17).
En août 2022, avant le début de la saison, il est prêté au RC Massy où il dispute la saison 2022-2023 de Pro D2. Durant la saison, il joue neuf matchs et inscrit deux essais.
Revenu de son prêt au RC Massy, Mamoudou Meïté fait ses débuts professionnels avec le Stade français le 11 novembre 2023 lors de la sixième journée de Top 14 face au Lyon OU, en remplaçant Mickaël Ivaldi à la 58e minute au stade de Gerland.
En mars 2025, après neuf matchs disputés avec le Stade français Paris lors de la saison 2024-2025, il est prêté au Soyaux Angoulême XV Charente jusqu'à la fin de la saison en tant que joker médical de Patxi Bidart,.
En fin de contrat avec le Stade français en juin 2025, il s'engage avec Soyaux Angoulême pour deux saisons (jusqu'en juin 2027).

## Palmarès
Néant.